# Bijeljina
Bijeljina (serbisch-kyrillisch Бијељина) ist eine Stadt und die zugehörige Gemeinde im Nordosten von Bosnien und Herzegowina. Sie befindet sich in der Republika Srpska (RS) und erstreckt sich über 734 km². Nach Einwohnerzahl ist Bijeljina nach Banja Luka die zweitgrößte Stadt in der RS.  

## Lage
Die Gemeinde Bijeljina befindet sich im Dreiländereck Kroatien-Serbien-Bosnien und Herzegowina. Sie wird im Norden von der Save und im Osten von der Drina eingegrenzt. Die Region ist auch als Semberija bekannt. Das im 16. Jahrhundert erbaute Kloster Tavna gilt als geistiges Zentrum der ansässigen serbisch-orthodoxen Christen.

## Gliederung
Folgende Städte und Dörfer sind Teile der Opština Bijeljina:
Amajlije, Balatun, Banjica, Batković, Batar, Bijeljina, Bjeloševac, Brijesnica, Brodac Donji, Brodac Gornji, Bukovica Donja, Bukovica Gornja, Velika Obarska, Velino Selo, Vršani, Glavičice, Glavičorak, Glogovac, Gojsovac, Golo Brdo, Gozdevice, Dazdarevo, Dvorovi, Dragaljevac Donji, Dragaljevac Srednji, Dragaljevac Gornji, Zagoni, Janja, Johovac, Kacevac, Kovanluk, Kojcinovac Gornji, Kojčinovac, Kriva Bara, Ljeljenča, Ljeljenca Donja, Ljeljenca Gornja, Ljeskovac, Magnojević Donji, Magnojević Srednji, Magnojević Gornji, Međaši, Modran, Novo Naselje, Novo Selo, Ostojićevo, Patkovača, Piperci, Popovi, Pučile, Ruhotina, Slobomir, Suvo Polje, Triješnica, Trnjaci, Ćipirovine, Hase, Crnjelovo Donje, Crnjelovo Gornje, Čađavica Gornja, Čađavica Srednja, Čađavica Donja, Čardačine, Čengić, Donje Zabrdje.

## Bevölkerung und Geschichte
Nach der Volkszählung von 2013 hat die Stadt Bijeljina 41.121 Einwohner. Davon bekennen sich als:
- Bosniaken – 4.469 (10,57 %)
- Serben – 35.798 (84,67 %)
- Kroaten – 315 (0,75 %)
- Jugoslawen – 127 (0,30 %)
- Weitere und ohne Angabe von Nationalität – 1.569 (3,71 %)[2]

Bijeljina war einer der ersten Orte, die Schauplatz des Bosnienkrieges wurden. Grund war die strategisch wichtige Lage im nordöstlichen Landesteil an der serbischen Grenze. Paramilitärischen Gruppen, geführt von Željko Ražnatović (auch bekannt als Arkan), griffen in den ersten Tagen des April 1992 die bosniakische Bevölkerung der Stadt an und töteten laut damaligen Presseberichten bis zu 1.000 Zivilisten. Die nicht-serbische Bevölkerung wurde nach diesem Anschlag komplett vertrieben. Die Einnahme der Stadt Bijeljina und die daraufhin folgende Vertreibung der Bosniaken gilt als erster Schritt zur ethnischen Säuberung in Bosnien und Herzegowina.
Die Stadt und die Gemeinde konnten somit ohne nennenswerten Widerstand in die Republika Srpska eingegliedert werden.
Während des Bosnienkrieges wurden am 13. März 1993 alle fünf Moscheen durch die serbische Miliz von Željko Ražnatović gesprengt. Die katholische Ortskirche verwahrloste zwar in dieser Zeit, blieb aber unbehelligt. Die größte Moschee am Hauptplatz wurde mittlerweile mit Geldern der Europäischen Union wiederaufgebaut.
Während sich die Zahl der Bosniaken durch ethnische Säuberungen und Vertreibung seitens der Serbischen Milizen, um 83,5 % reduzierte, sind Angehörige anderer Volksgruppen fast gänzlich verschwunden. Während der Flucht von Bosniaken zwischen 1992 und 1995 kamen zahlreiche serbische Flüchtlinge bzw. Vertriebene aus anderen Teilen Bosniens in die Gemeinde. Diese leben zum großen Teil in eilig errichteten Überbauungen, deren Häuser praktisch im Rohbau belassen wurden.
Heute (2007) wird Bijeljina überwiegend von bosnischen Serben bewohnt. Die Einwohnerzahl der Gemeinde Bijeljina stieg wegen der Flüchtlingsströme im Krieg von 37.216 im Jahr 1991 auf rund 110.000.

## Religionen
Nachdem die Moscheen im Krieg zerstört wurden, investiert man gegenwärtig in den Wiederaufbau. Im Zentrum der Stadt befindet sich im Kloster Hl. Vasilije Ostroški zurzeit der Sitz des Bischofs der Eparchie Zvornik-Tuzla der Serbisch-orthodoxen Kirche.
Bijeljina ist zudem Sitz des Dekanats Bijeljina der Eparchie Zvornik-Tuzla. In der Stadt stehen weitere Serbisch-orthodoxe Kirchengebäude und drei Serbisch-orthodoxe Klöster.
In Bijeljina stehen zudem die römisch-katholische Herz-Mariä-Kirche und die einzige slowakisch-evangelische Kirche in der gesamten Republika Srpska. In der Stadt stand von 1900 bis zu ihrer Zerstörung im Zweiten Weltkrieg die Synagoge von Bijeljina.

### Serbisch-orthodoxe Kirchen in der Stadt Bijeljina
- Kirche Hl. Großmärtyrer Georg, älteste heute noch stehende serbisch-orthodoxe Kirche Bijeljinas, (1867–1870)
- Kirche Hl. Erstmärtyrer und Erzdiakon Stefan, auf dem Stadtfriedhof, (1936)
- Kirche Hl. Großmärtyrer Zar Lazar und alle serbischen Märtyrer, auf dem Kasernengelände Bijeljinas, (1994–1995)
- Kirche Hl. Apostel Peter und Paul, (1998–2004)
- Mariä-Geburt-Kathedrale, (1999–2009)
- Kirche Hl. Großmärtyrer Pantaleon, im Bau befindlich (2005–)
- Kirche Hl. Großmärtyrer Prokopios (Dvorovi) (1996)
- Kirche Hl. Großmärtyrerin Nedelja, im Bau befindlich (2005–)
- Kirche Hl. Johannes der Täufer (Novi Dvorovi)

### Serbisch-orthodoxe Klöster in Bijeljina
- Kloster Hl. Vasilije Ostroški, mit der Kirche Hl. Vasilije Ostroški im Stadtzentrum (1996–2001)
- Kloster Hl. ehrwürdige Mutter Petka Paraskeva, mit der Hauptkirche Hl. ehrwürdige Mutter Petka Paraskeva, der zweiten Kirche Hl. Sergej von Radonesch und der Kapelle Hl. Nektarios von Ägina in der Siedlung Pet jezera (Fünf Seen), (2003–2006)
- Kloster Hl. Nikolaus, mit der Kirche der Überführung der Reliquien des Hl. Nikolaus im Ethno Dorf Stanišić, (2006)

### Galerie

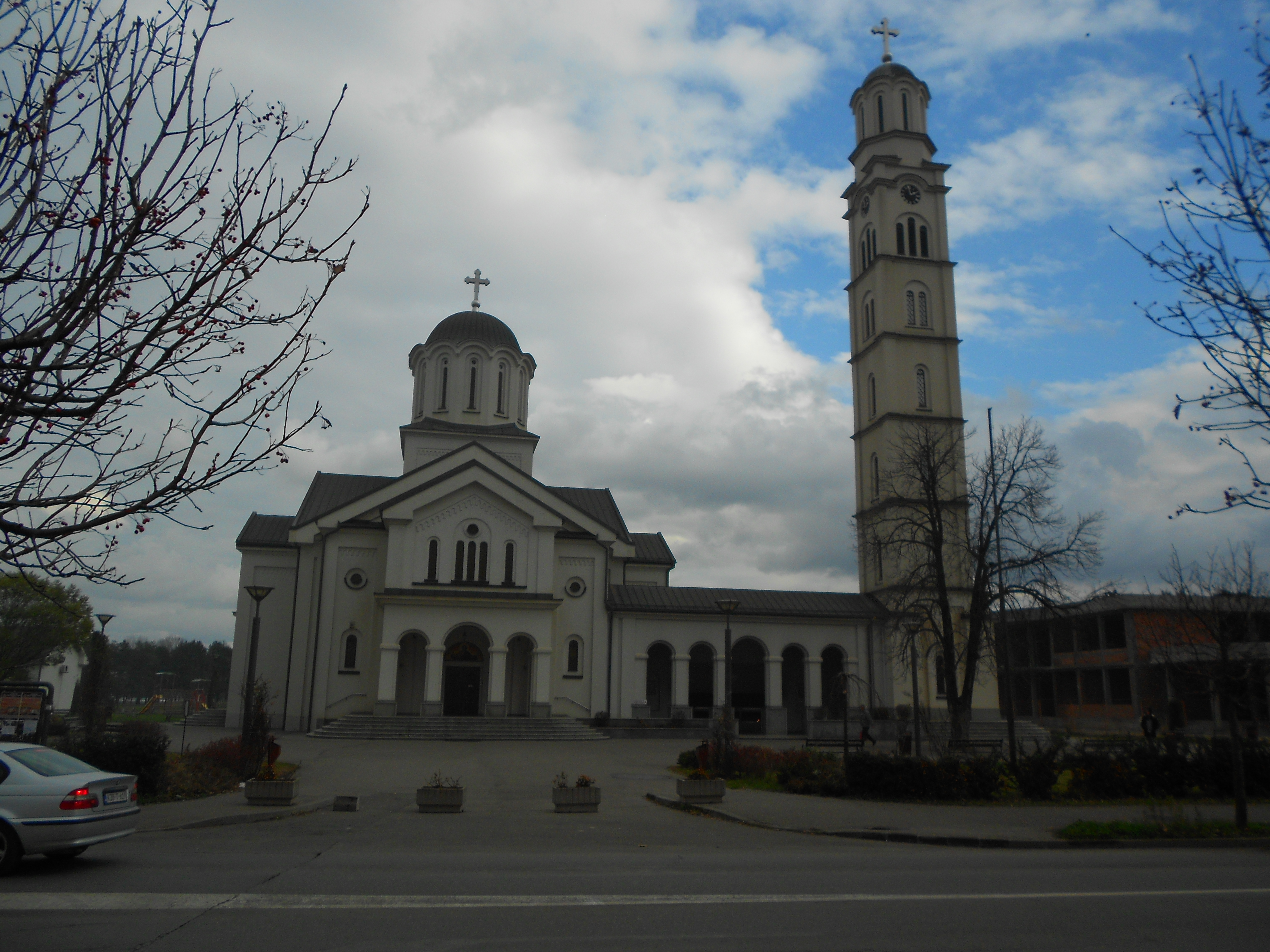
Die serbisch-orthodoxe Mariä-Geburt-Kathedrale
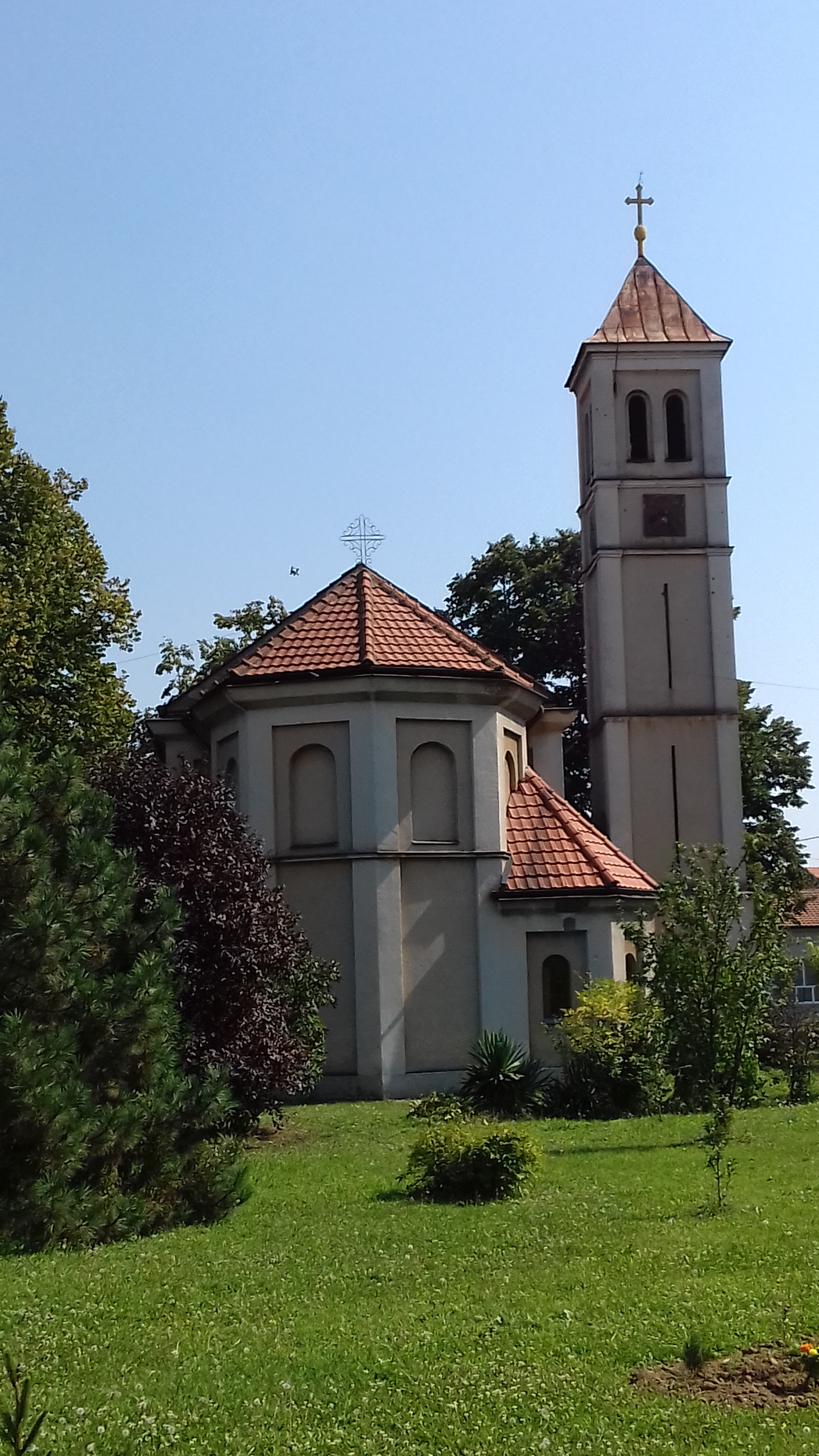
Die römisch-katholische Herz-Mariä-Kirche
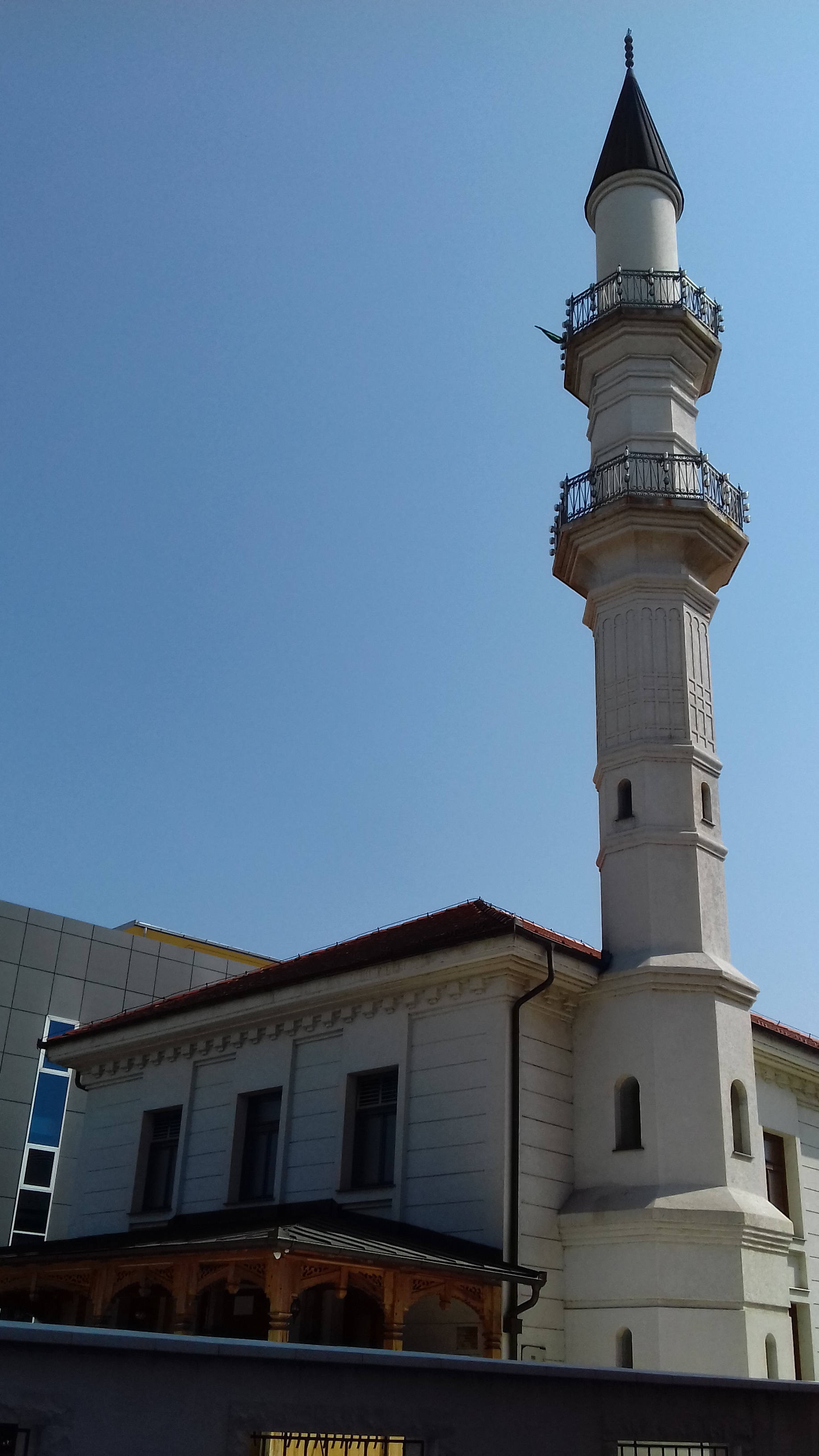
Die Atik-Moschee im Stadtzentrum
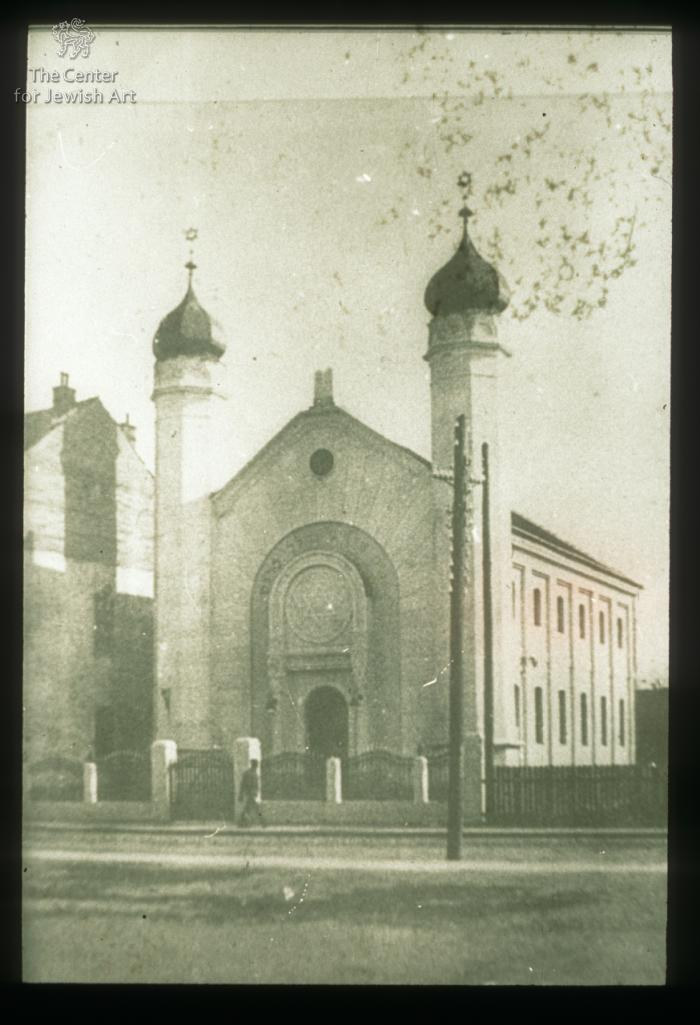
Die Synagoge von Bijeljina
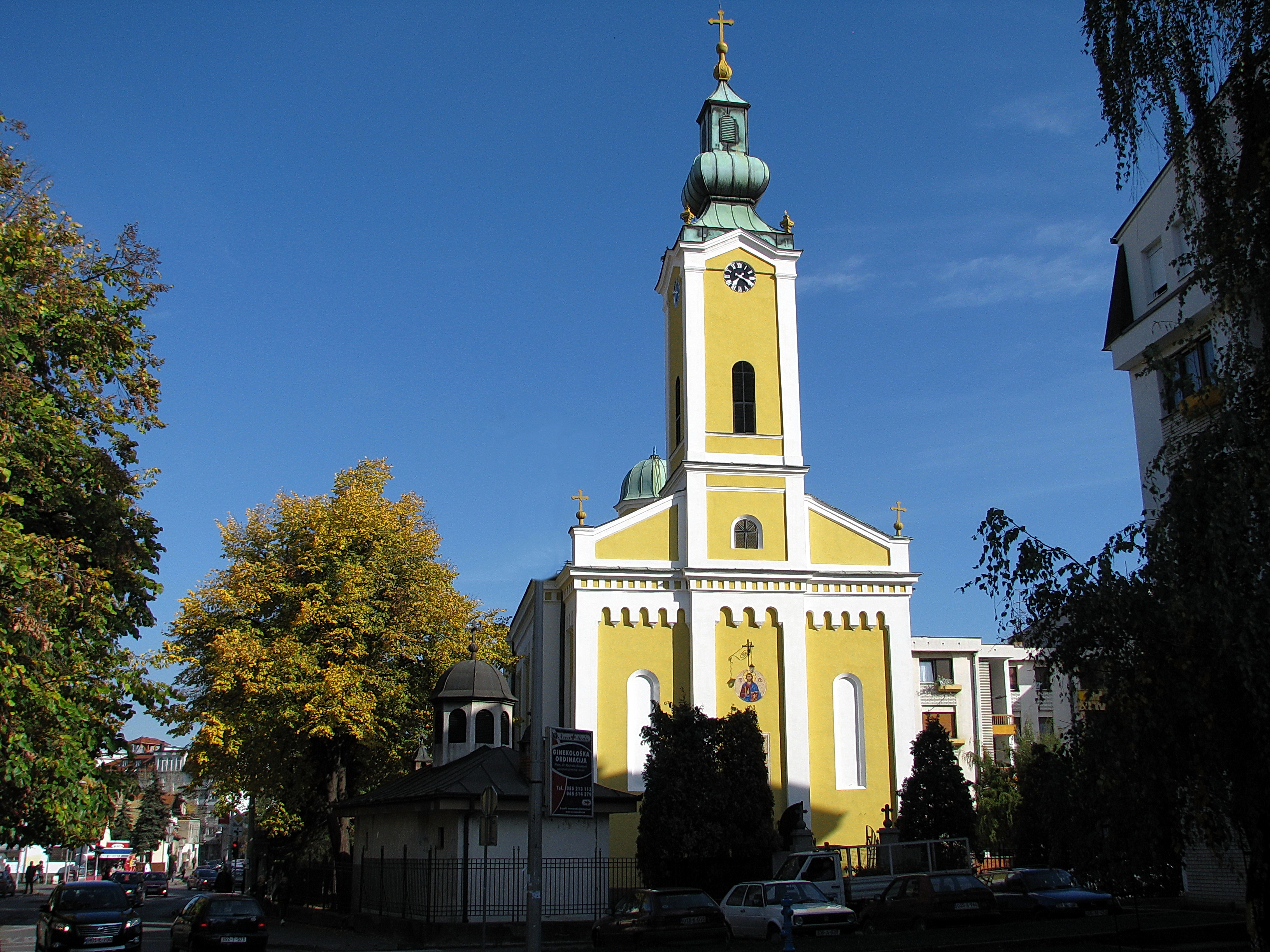
Die Serbisch-orthodoxe Kirche Hl. Georg
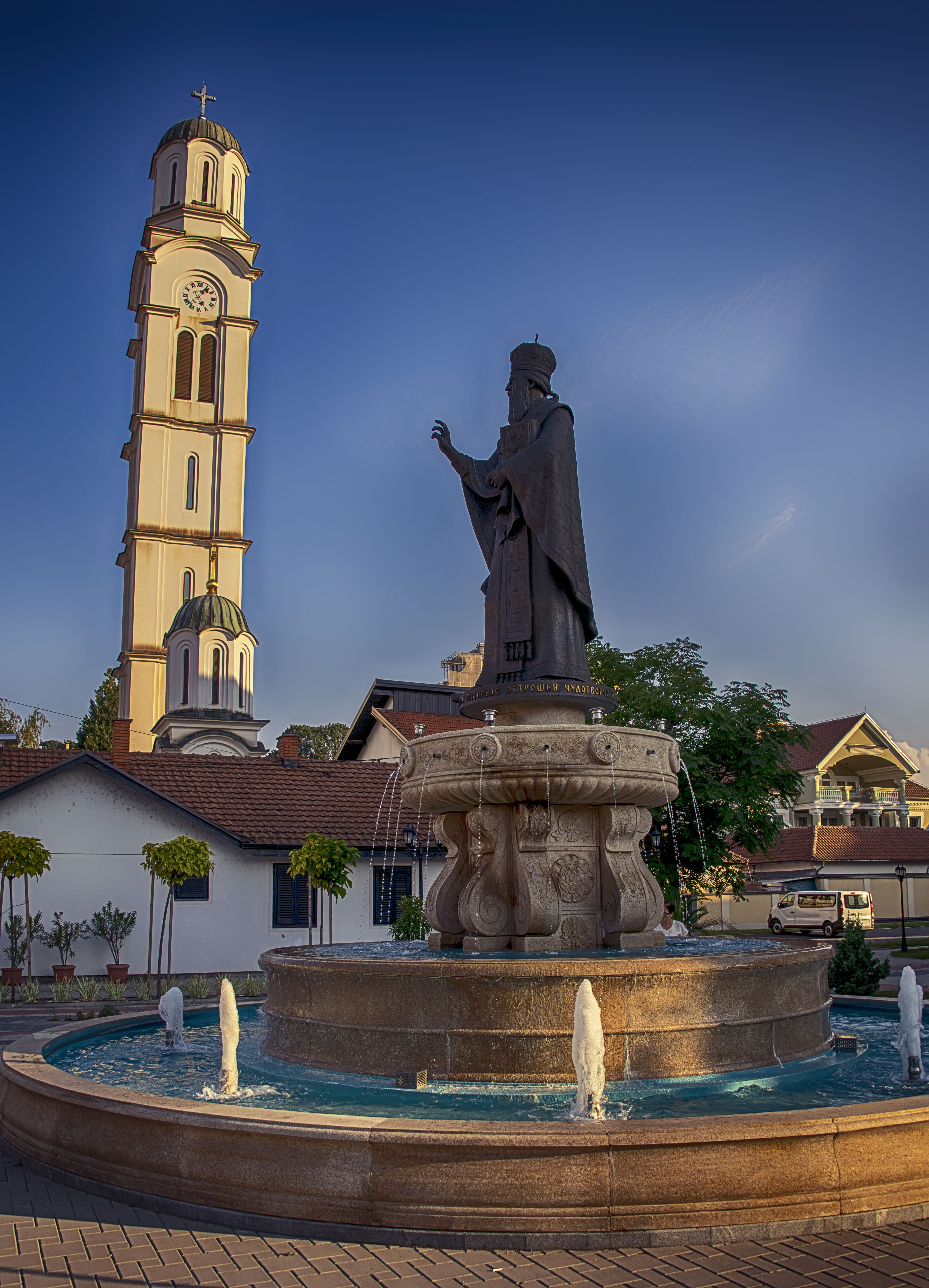
Das serbisch-orthodoxe Kloster Hl. Vasilije Ostroški
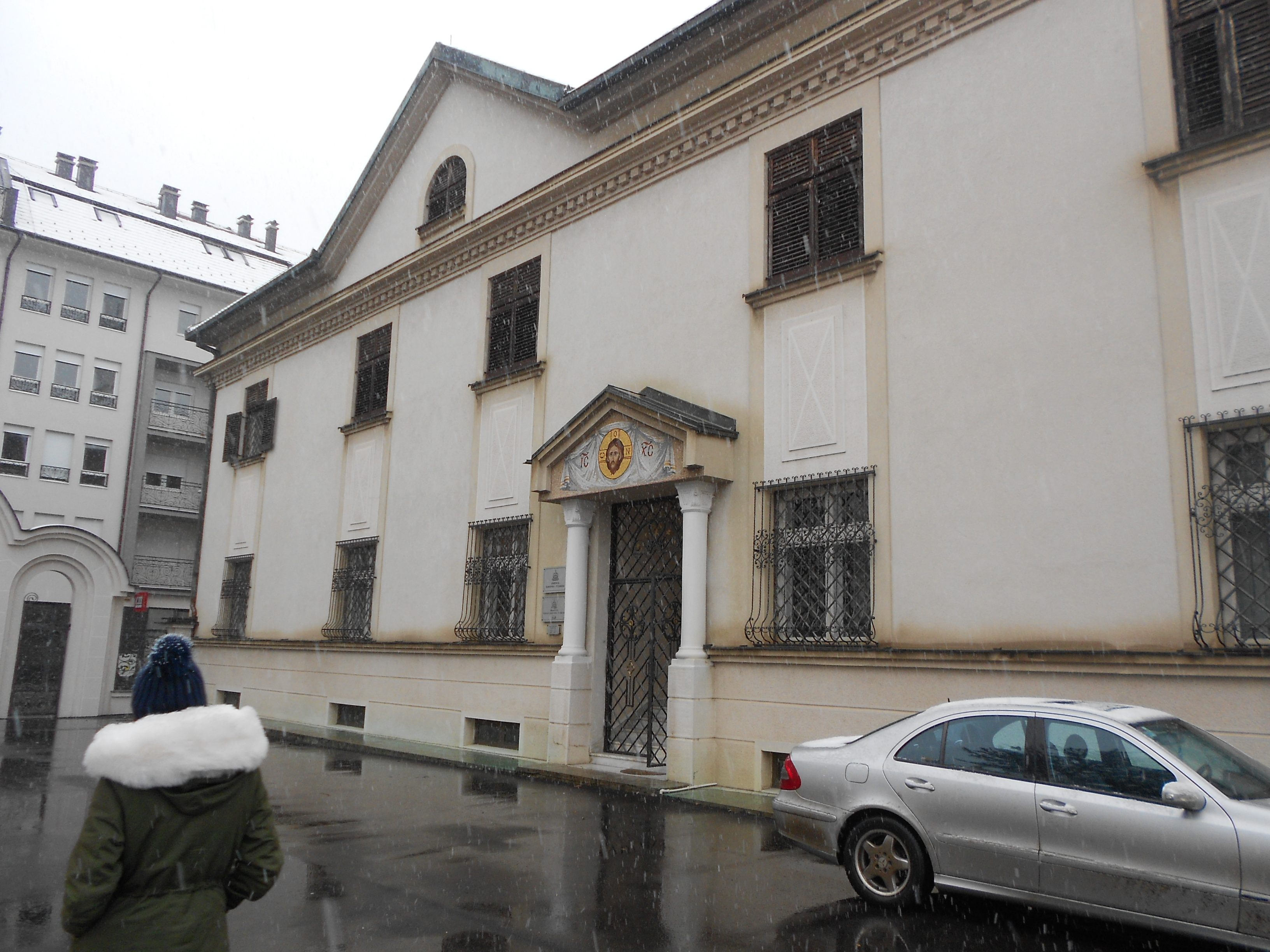
Die Bibliothek der Eparchie Zvornik-Tuzla
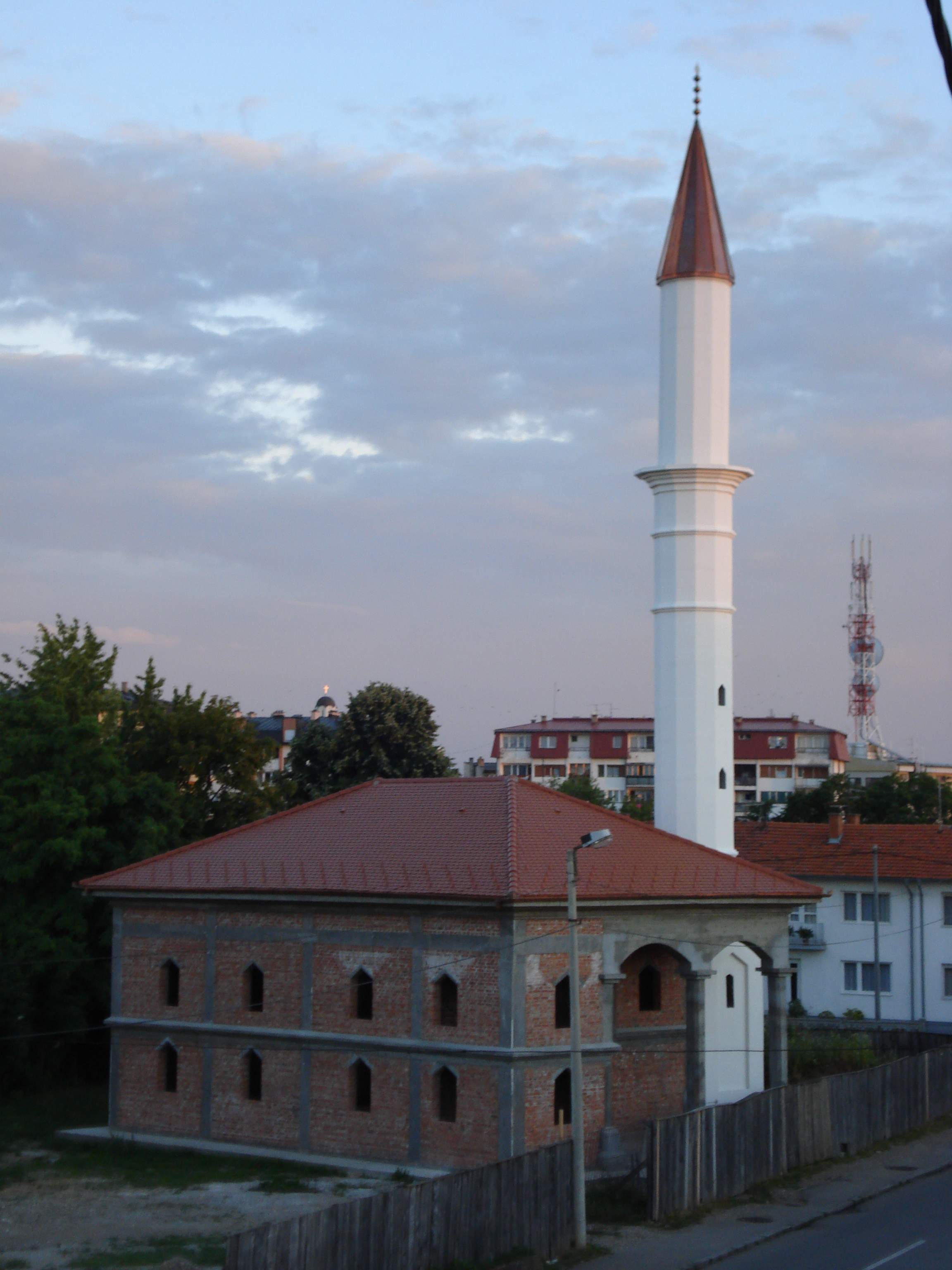
In Bau befindliche Moschee

## Fernsehen und Radio
In Bijeljina befindet sich der Hörfunk- und Fernsehsender RTV BN (Radio Televizija Bijeljina), der in ganz Bosnien und Herzegowina sowie über Satellit verbreitet wird.

## Tourismus

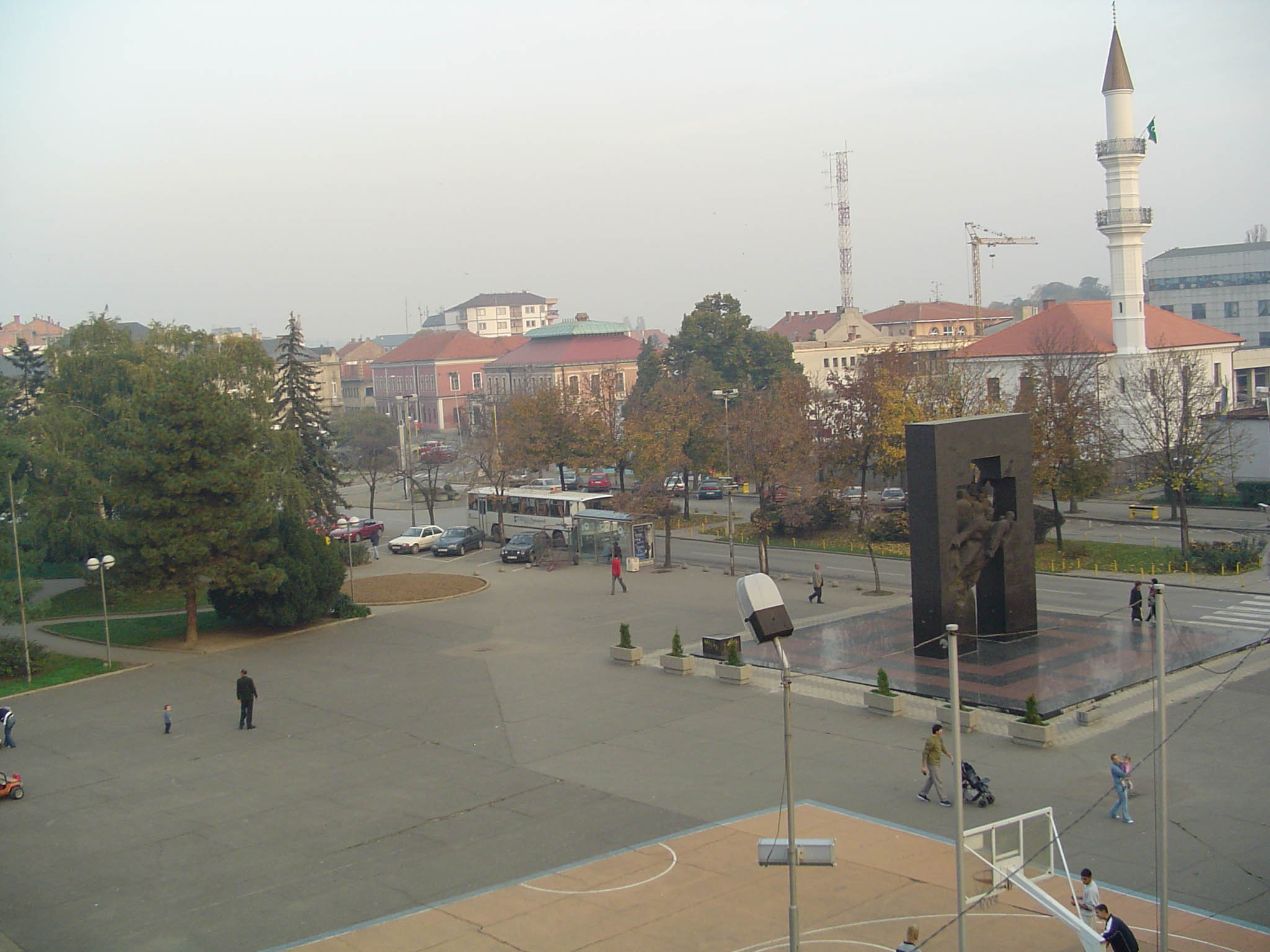
Moschee in Bijeljina

In der Stadt gibt es ein Museum zur Regionalgeschichte sowie die Filip-Višnjić-Bibliothek.
Zu Ehren des Heiligen Pantaleon, dem Stadtpatron Bijeljinas, findet jedes Jahr im August ein mehrtägiges Fest mit Konzerten, einem Straßenmarkt und weiteren Kulturveranstaltungen statt.
Wenige Kilometer entfernt von Bijeljina liegt der Kurort Banja Dvorovi.
Ein touristischer Anziehungspunkt ist das circa fünf Kilometer östlich von Bijeljina gelegene Etno Selo Stanišić, ein zum Teil der altertümlichen Bauweise der Region nachempfundenes Dorf mit einem künstlich angelegten See in der Mitte.

## Partnerstädte
Bijeljina listet folgende Partnerstädte auf:

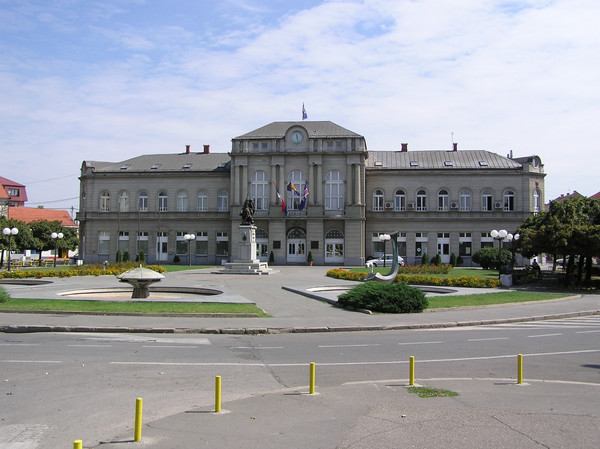
König-Peter-Platz und das Rathaus von Bijeljina

| Stadt       | Land           | seit |
| ----------- | -------------- | ---- |
| Asow        | Russland       | 2018 |
| Brașov      | Rumänien       | 2018 |
| Budva       | Montenegro     | 2018 |
| Kosjerić    | Serbien        | 2013 |
| Kruševac    | Serbien        | 2008 |
| Kumanovo    | Nordmazedonien | 2006 |
| Langenhagen | Deutschland    | 2007 |
| Leskovac    | Serbien        | 2018 |
| Peja        | Kosovo         | 2013 |
| Russe       | Bulgarien      | 2009 |
| Zrenjanin   | Serbien        | 2018 |

## Persönlichkeiten
- Rodoljub Vulović (* 1950), Turbo-Folk-Sänger
- Miloš Bojanić (* 1950), Turbo-Folk-Sänger
- Mićo Mićić (1956–2020), Politiker
- Ljubiša Savić (1958–2000), Paramilitär während des Bosnienkrieges
- Goran Jelisić (* 1968), Lagerkommandant, verurteilter Kriegsverbrecher
- Faruk Hujdurović (* 1970), Fußballspieler
- Enid Tahirović (* 1972), Handballspieler
- Savo Milošević (* 1973), Fußballspieler
- Branimir Bajić (* 1979 im Ortsteil Velika Obarska), Fußballspieler
- Frenkie (* 1982), Rapper
- Mirza Begić (* 1985), slowenischer Basketballspieler
- Mersiha Husagic (* 1989), jugoslawisch-deutsche Schauspielerin
- Dino Bišanović (* 1990), Fußballspieler
- Cican Stankovic (* 1992), österreichischer Fußballspieler
- Marko Milovanović (* 1998), Volleyballspieler
- Dejan Joveljić (* 1999), Fußballspieler
- Njegoš Kupusović (* 2001), Fußballspieler